# Two Oceans Aquarium

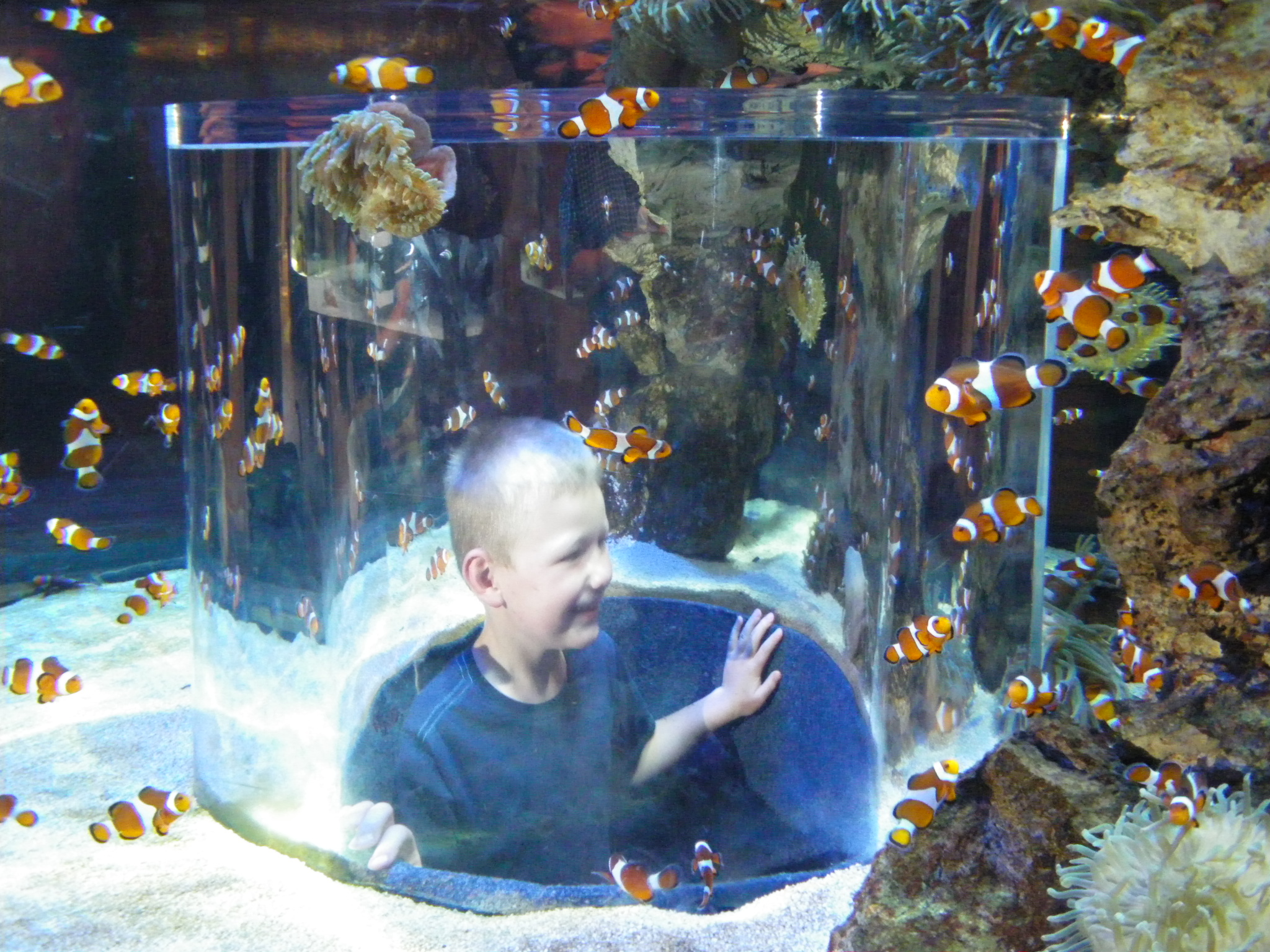
Two Oceans Aquarium

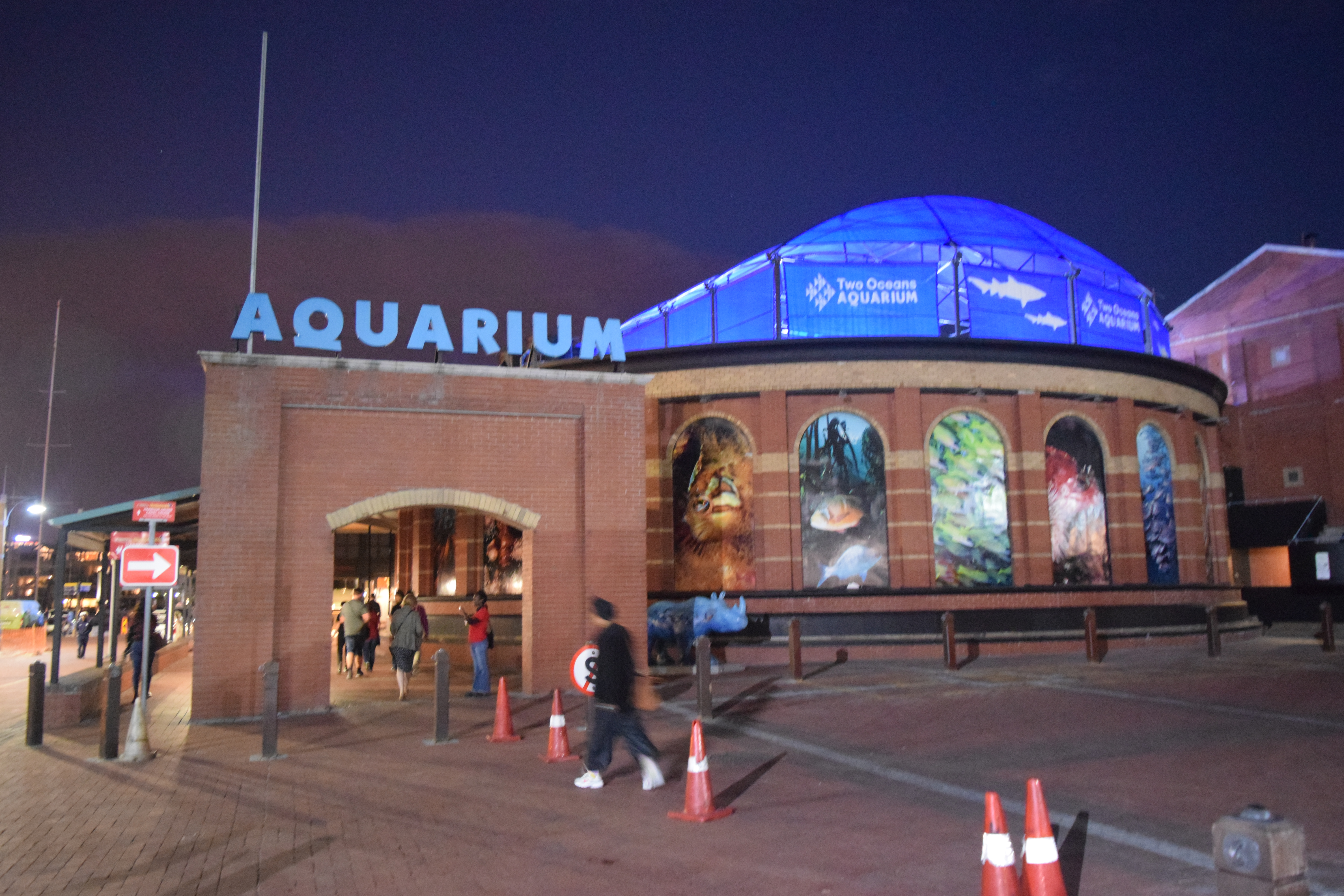
Außenansicht des Eingangsbereichs

Das Two Oceans Aquarium ist ein privat betriebenes Aquarium in Kapstadt, Südafrika. Es befindet sich im historischen Hafenviertel von Kapstadt, der Victoria & Alfred Waterfront.
Das 1995 eröffnete Aquarium zeigt in über 30 Becken 300 Fischarten aus dem Indischen und dem Atlantischen Ozean, dazu kommen wirbellose Tiere wie Anemonen, Quallen, Röhrenwürmer, Muscheln, Schnecken und Krebse. Besondere Attraktionen sind der 2 Mio. Liter umfassende Open Ocean Tank, in dem Haie und Rochen zu sehen sind, und der Living Kelp Forest (Seetang-Wald), der die Tierwelt an der Küste widerspiegelt. An einem Sandstrand mit Pinguinen und Robben werden Ebbe und Flut am Kap simuliert.
Eigentümer und Betreiber sind V&A Waterfront Holdings (Pty) Limited und die Investec Bank. Die Einrichtung ist Mitglied in der African Association of Zoos and Aquaria.